# Chipiona
Chipiona là một đô thị trong tỉnh Cádiz, Tây Ban Nha. Theo điều tra dân số 2006 đô thị này có dân số là 17952 người.

## Dân số
Nguồn: INE (Tây Ban Nha)
| 1999  | 2000  | 2001  | 2002  | 2003  | 2004  | 2005  | 2006  |
| ----- | ----- | ----- | ----- | ----- | ----- | ----- | ----- |
| 16200 | 16539 | 16814 | 17127 | 17334 | 17603 | 17730 | 17952 |